# ブルゴーニュ伯
ブルゴーニュ伯（仏：Comté de Bourgogne ）は、現在のフランス東部、フランシュ＝コンテを支配した諸侯。ブルゴーニュ自由伯、ブルゴーニュ宮中伯、ブルグント伯などとも呼ばれる。ブルゴーニュ公やブルグント王とは異なるので注意を要する。ブルゴーニュ伯は、神聖ローマ皇帝への臣従義務を免除されていたので、ドイツ語でFreigrafschaft Burgund「フライ・グラーフシャフト（＝自由伯領）」ブルグントと呼ばれていた。これがフランス語では、Franche-Comté「フランシュ・コンテ」と称されるのである。

14世紀におけるブルゴーニュ伯領（青色の領域）とブルゴーニュ公国（赤色の領域）の位置関係

## ブルゴーニュ伯一覧

### ブルゴーニュ＝イヴレ家
- オット＝ギヨーム（986年 - 1026年）
- ルノー1世（1026年 - 1057年）
- ギヨーム1世（1057年 - 1087年）
- ルノー2世（1087年 - 1097年）
- エティエンヌ1世（1065年 - 1102年）　1097年以降は名目のみ
- ルノー3世（1102年 - 1148年）　1127年までは名目のみ　
  - ギヨーム2世（1097年 - 1125年）　事実上の伯
  - ギヨーム3世（1125年 - 1127年）　事実上の伯
- ベアトリス1世（1148年 - 1184年）

### ホーエンシュタウフェン家
- フリードリヒ1世 (神聖ローマ皇帝) （1156年 - 1190年）　ベアトリス1世の夫
- オトン1世（1190年 - 1200年）
- ジャンヌ1世（1200年 - 1205年）
- ベアトリス2世（1205年 - 1231年）

### アンデクス家
- オトン2世（1208年 - 1231年）　ベアトリス2世の夫、アンデクス公、メラーノ公
- オトン3世（1231年 - 1248年）　メラーノ公
- アリックス（1248年 - 1279年）
  - ユーグ・ド・シャロン（1248年 - 1266年）　アリックスの最初の夫
  - フィリップ・ド・サヴォワ（1267年 - 1279年）　アリックスの2番目の夫、サヴォイア伯

### シャロン家（ブルゴーニュ＝イヴレ家）
- オトン4世（1279年 - 1303年）　1295年以降は名目のみ
- ロベール（1303年 - 1315年）　名目のみ
- ジャンヌ2世（1315年 - 1330年）

### カペー家
- フィリップ5世 (フランス王) （1315年 - 1322年）　ジャンヌ2世の夫
- ジャンヌ3世（1330年 - 1349年）

### カペー＝ブルゴーニュ家
- ウード（1330年 - 1349年）　ジャンヌ3世の夫、ブルゴーニュ公
- フィリップ1世（1349年 - 1361年）　ブルゴーニュ公

### カペー家
- マルグリット1世（1361年 - 1382年）

### ダンピエール家
- ルイ1世（1382年 - 1384年）　フランドル伯
- マルグリット2世（1384年 - 1405年）　フランドル女伯

### ヴァロワ＝ブルゴーニュ家
- フィリップ2世（1384年 - 1404年）　ブルゴーニュ公
- ジャン1世（1404年 - 1419年）　ブルゴーニュ公
- フィリップ3世（1419年 - 1467年）　ブルゴーニュ公
- シャルル（1467年 - 1477年）　ブルゴーニュ公
- マリー（1477年 - 1482年）　ブルゴーニュ女公（名目のみ）

### ハプスブルク家
- マクシミリアン1世 (神聖ローマ皇帝) （1477年 - 1482年）　マリーの夫
- フェリペ1世 (カスティーリャ王) （1482年 - 1506年）
- カール5世 (神聖ローマ皇帝) （1506年 - 1558年）
- フェリペ2世 (スペイン王) （1558年 - 1598年）
- フェリペ3世 (スペイン王) （1598年 - 1621年）
- フェリペ4世 (スペイン王) （1621年 - 1665年）
- カルロス2世 (スペイン王) （1665年 - 1678年）

ナイメーヘンの和約により、1678年にフランス王国へ併合された。